# Moshe Hirsch
Pour les articles homonymes, voir Hirsch.
Moshe Hirsch, né en 1923 (ou 1930) à Brooklyn (New York) et mort le 2 mai 2010 à Jérusalem, est un rabbin et militant antisioniste.
Chef de file des sicaires (en hébreu "סיקריקים"), une faction radicale de Netourei Karta, une mouvance juive ultra-orthodoxe et antisioniste, il se fait principalement connaître en tant que conseiller de longue date du leader palestinien Yasser Arafat, duquel il obtient même une charte d'« exonération des Juifs dans les malheurs endurés par le peuple palestinien ».

## Éléments biographiques
Moshe Hirsch est originaire de la ville de New York. Il étudie à l'école talmudique de Lakewood au New Jersey, où il aurait partagé la chambre de Meir Kahane et Shlomo Carlebach. Il épouse cependant les positions de son beau-père, le rabbin Aharon Katzenelbogen, fondateur des Neturei Karta.
Il s'établit vers 1960 à Méa Shéarim, bastion du judaïsme ultraorthodoxe et antisioniste à Jérusalem.

### Activité politique
Son activité sur le plan diplomatique, à la tête des sicaires, s'avère un phénomène marginal dans le monde juif.
Moshe Hirsch est très proche de Yasser Arafat. Ils se rencontrent pour la première fois en 1974, quand celui-ci prône à l'ONU un État laïc où juifs et Arabes vivraient ensemble. Depuis, leurs relations continuent de se développer, au point que le rabbin Hirsch assiste à Washington en 1993 à la signature des accords d'Oslo. Il est celui qui lui rendit le plus de visites durant le siège de la Mouqata'a à Ramallah en 2002. La même année, il déclare : « Yasser Arafat, c'est mon meilleur ami, mon frère ! »
Bien qu'il ne parle pas arabe, il est nommé membre honoraire du cabinet de Yasser Arafat en tant que ministre des Affaires juives en 1995, après avoir été déclaré membre du cabinet en 1988, lorsque l'État palestinien fut proclamé par l'OLP à Alger. À ce titre, il contribue à la publication d'un document officiel du Président Arafat, affirmant que seul le sionisme, et non les Juifs ou le judaïsme, doit être blâmé pour les actions d'Israël. En 2004, lorsqu'Arafat est dans le coma durant 13 jours dans un hôpital français, le rabbin Hirsch dirige une délégation de Neturei Karta qui prie pour lui là-bas. Arafat meurt le 11 novembre de cette année. À sa mort, il déclare : « Je suis très triste, c'était un grand dirigeant qui a toujours fait la différence entre le peuple juif et le sionisme. »
Hirsch a un œil de verre en raison d'une agression subie alors qu'il quitte la synagogue d'Ohel Sarah. Un Juif orthodoxe, opposé à ses agissements, lui jette de l'acide au visage, ce qui le rend aveugle d'un œil. D'après Rabinowich (2010), cette attaque n'est pas liée à ses activités politiques, mais à une dispute dans des affaires immobilières.

### Décès
Dans les dernières années de sa vie Hirsch souffre de la maladie d'Alzheimer. Il est transporté à l'hôpital Bikour Cholim deux semaines avant sa mort, avec des difficultés respiratoires.
Il meurt à Jérusalem, le 2 mai 2010. Il est enterré au mont des Oliviers à Jérusalem. Pendant les obsèques, des activistes d'extrême-droite provoquent les partisans de Naturei Karta. Ils sont chassés des lieux par les forces de l'ordre.

Après la mort de Hirsch, au cours de la semaine des shiva, de nombreux responsables du Fatah visitent les endeuillés, y compris Adnan al-Husseini (en) (qui apporte une lettre personnelle de consolation de Mahmoud Abbas), Hatem Abdel Kader et Bilial A-Natsha.
Son fils Israël Meir lui succède à la tête des sicaires.

## Controverses

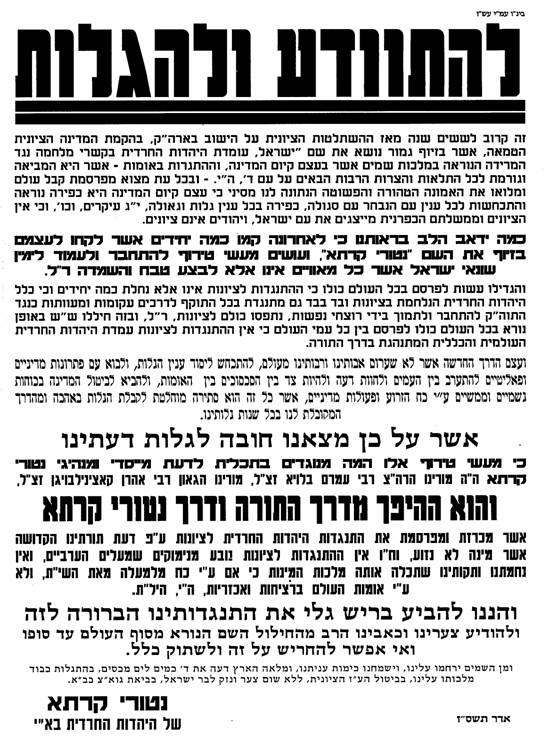
Affiche murale émise par la direction Neturei Karta et condamnant la participation de certains membres à la conférence sur l’Holocauste organisée à Téhéran en décembre 2006. Les affiches murales sont un mode de communication habituel des rabbins importants dans les quartiers ultra-orthodoxes.

Même les Haredim qui partagent son point de vue théologique se sont éloignés du groupe Neturei Karta dirigé par Hirsch, en raison de ses actions. En 2006, des membres de son groupe, appelés communément sicaires se rendent à Téhéran (il n'a pas pu être déterminé si le rabbin Hirsch était parmi eux), où ils posent en photo avec le président iranien Mahmoud Ahmadinejad, lors d'une conférence de négation de la Shoah.
Jonathan Sarna (en), professeur d'histoire juive à l'université Brandeis, déclare que le rabbin Hirsch est si controversé « pas seulement parce qu'il croit - comme certains autres rabbins d'ailleurs - que les Juifs doivent attendre le Messie avant d'établir un État juif, mais parce qu'il se lie d'amitié à quelqu'un comme Arafat. »
Hirsh, dit-il, « représente une petite frange des Neturei Karta, mais ont beaucoup à gagner en publicité. »
À Méa Shearim, il n'est pas pris au sérieux. Il est surnommé « l'Ambassadeur » avec une pointe d'ironie.
Hirsch et ses adeptes sont honnis par tous les leaders orthodoxes.